# Alejandro Amaya
Alejandro Hank Amaya (Tijuana, Baja California; 2 de agosto de 1977), también conocido como Alejandro Amaya, es un torero mexicano.

## Biografía
Tomó la alternativa en la plaza de toros de Jaén, España, el 18 de octubre de 2001, en la Feria de San Lucas. Su padrino fue Enrique Ponce y testigo El Juli, siendo los toros eran de la ganadería de Jandilla. Durante su alternativa Amaya recibió una cornada de 8 cm aunque terminó el toro y se le concedió una oreja. Se confirmó su alternativa en Plaza México el 24 de noviembre de 2002 con Enrique Ponce y Jorge Gutiérrez, y toros de Teófilo Gómez. Confirmó su alternativa  en Las Ventas el 9 de agosto de 2008 con Alfonso Romero y Antón Cortés. Su mentor fue Eloy Cavazos, con quien toreó en su despedida tras 42 años de carrera, en la plaza de toros de  Monterrey. En marzo de 2014 indultó un toro de la ganadería Javier Garfias y salió por la puerta grande junto a Pablo Hermoso de Mendoza en la plaza de toros de Cancún. En 2021 debutó como rejoneador en la plaza de toros Hacienda Salitre en Querétaro con toros de Enrique Fraga.

## Personal
Amaya creció en Tijuana, Baja California, y fue educado en los Estados Unidos. En 2006 ESPN hizo un documental sobre Amaya titulado Haunted by the horns. Es hijo de María Elvia Amaya Araujo e hijo adoptivo del empresario y político Jorge Hank. Contrajo matrimonio en Las Vegas en 2013 con la actriz Ana Brenda Contreras. Tras el breve matrimonio, Alejandro fijó su residencia en España. En febrero de 2016 contrajo matrimonio en segundas nupcias con la socialité mexicana Barbara Coppel. Junto a ella es padre de tres hijos. Tienen su residencia entre la Ciudad de México, Tijuana y Sevilla (España).